# Ronni Hansen
Ronni Hansen (født 30. juni 1988) er en dansk fodboldspiller, der spiller for Svebølle BI. 

## Karriere
Ronni Hansen forlod i januar 2010 Lyngby Boldklub. Den 29. januar blev det offentliggjort, at Hansen havde skrevet under på en amatørkontrakt af varighed på fem måneder med Næstved BK.
Hansen skiftede i september 2010 til Vanløse IF.
I marts 2015 skiftede han til Svebølle BI.